# Ting Shao Kuang
Pour les articles homonymes, voir Ting.
Tink Shao Kuang est un peintre et sculpteur américain d'origine chinoise.

## Biographie
Il est né en 1939, en Chine, à Chenggu, un village au nord de la province de Shanxi, en pleine guerre sino-japonaise (1937-1945). Son père, travaillait au Kuomintang à Pékin. 
En 1957, il est accepté à l'Académie centrale de l'art et de l'artisanat de Pékin. Bien qu'il y appris le "réalisme soviétique" lors de ses cours, c'est à cette même période qu'il découvre les œuvres de Picasso, Matisse et Modigliani. Les peintures de ces artistes, lui ont inspiré de nouveaux thèmes et de nouvelles techniques.
L'été précédant sa dernière année d'étude, il se rendit sur le Huang He ( "fleuve jaune" ) pour y peindre le berceau de la civilisation chinoise. Arrivé sur place, devant la pauvreté qu'il découvrit, il décida de retourner à Pékin. Du "choc" que ce voyage lui procura, serait né sa volonté de ne peindre que les bons côtés de la vie.
Après avoir été diplômé de l'Académie en 1962, il obtient un poste pour enseigner au Yunnan Art Institute à Kunming.
Là-bas, il peignit durant la nuit des peintures abstraites, qui aurait certainement été jugées inacceptables pour le gouvernement chinois. Par conséquent, afin d'éviter d'être arrêté par les autorités de son pays, il se força à détruire ses œuvres chaque matin.
Bien que les habitants de Kunming aient plus de libertés qu'il n'en ait jamais connu lui-même auparavant, sa vision progressiste et moderne ne manqua pas d'attirer l'attention des autorités locales. C'est ainsi qu'il fut suspendu de son travail de professeur d'art en 1967, et lorsque la rumeur de son arrestation imminente se fit entendre, il s'échappa au nord de la Chine. Il trouva refuge dans les monastères bouddhistes de Gansu, où il étudia les anciennes sculptures qu'ils contenaient. Plus tard, il partit pour Dunhuang, étape des caravanes de la route de la soie du IVe siècle au XIIIe siècle,  où cette fois-ci, il étudia les peintures des murs et plafonds de plus de 400 grottes.   
Vivant aux États-Unis depuis 1980 ( à Los Angeles - Californie), son travail a fait l'objet de nombreuses expositions aux États-Unis, au Japon, au Canada, en Grèce, à Hong Kong ou encore à Taïwan.

## Liste d'œuvres (non exhaustive)
(Par ordre alphabétique, titres anglais.)
Peintures
- Amorous feeling of X.
- Ashima at sunrise
- Aurora
- Bali princess
- Beautiful dreamer
- Best wishes
- Blessing
- Bountiful harvest
- Breezes
- The bride
- Calling the soal
- Cherry blossom
- Chinese opera
- Contemplation
- Cradle song
- Crane and sunlight
- The dance
- Dance of the peacock
- Dawn of the Yunnan school
- Distant dreams
- Dove
- Dream
- Dreaming of the zoo
- Eastern song
- Echoes
- Emerald valley
- Eyes of prey
- Fire flower
- Flowers of paradise
- Friendship along the river
- Golden age in India
- Golden empress
- Harmony
- Heart to heart
- Homage to chikako
- The hunters
- Hunting ages
- Human and nature
- Illumination of Buddha
- June bride
- Keeping peace
- Lullaby
- Messenger
- Moonlight
- Morning flowers
- Morning walk
- Mother and child
- Mothers flowers
- Motherhood
- Mysterious Xishuangbanna
- Nature's beauty and grace
- Night rider
- Orchids ans irises
- Paradise
- Patterns
- Peaceful garden
- Peaceful moment
- Peaceful world
- Peacocks and flowers
- Pegasus
- Phoenix
- Phoenix lady
- Pisces
- Purple dreams
- Radiance
- Ramayana
- Religion and peace
- Reminiscence
- Return to nature
- Return to paradise
- Rhyme of fountain
- Running sand river
- Sacred village
- Shadow play
- Silk road
- Song of freedom
- Sun of phoenix
- Tapestries
- Ten suns
- Twins
- Voyage on the Mei Kang
- Wind and sea
- Wishing for peace

Sculptures
- Ancient civilization
- Flight
- Golden wind
- Harmony
- Hunting ages
- Huntress
- Messenger
- Mother and child
- Princess of peacock
- Spring rain
- Superhorse